# Bahnstrecke Zellerndorf–Sigmundsherberg
| Bahnhof Pulkau (Aufnahme: 2022) |                      |                                    |                                    |
| Streckennummer (ÖBB): | 187 01               |                                    |                                    |
| Streckenlänge: | 19,8 km              |                                    |                                    |
| Spurweite: | 1435 mm (Normalspur) |                                    |                                    |
| Maximale Neigung: | 17 ‰                 |                                    |                                    |
| Minimaler Radius: | 284 m                |                                    |                                    |
| Streckengeschwindigkeit: | 60 km/h              |                                    |                                    |
| |                      |                                    |                                    |
| \| \| \| von Novosedly und Laa an der Thaya \| \| \| \| \| von Znojmo \| \| \| \| 66,8 0,0 \| Zellerndorf \| 225 m ü. A. \| \| \| \| Zellerndorf Ost \| \| \| \| \| nach Wien Floridsdorf \| \| \| \| 2,1 \| Platt \| 240 m ü. A. \| \| \| 7,1 \| Röschitz Lst \| 288 m ü. A. \| \| \| 10,9 \| Pulkau Lst bis 1988 Bf \| 324 m ü. A. \| \| \| 12,2 \| Rafing \| 343 m ü. A. \| \| \| 14,7 \| Missingdorf \| 363 m ü. A. \| \| \| 17,9 \| Maigen \| 407 m ü. A. \| \| \| \| von Wien FJB \| \| \| \| \| von Hadersdorf \| \| \| \| 19,8 \| Sigmundsherberg \| 435 m ü. A. \| \| \| \| nach Gmünd \| \| |                      |                                    |                                    |
| Strecke |                      | von Novosedly und Laa an der Thaya | von Novosedly und Laa an der Thaya |
| Abzweig geradeaus und von rechts |                      | von Znojmo                         | von Znojmo                         |
| Bahnhof | 66,8 0,0             | Zellerndorf                        | 225 m ü. A.                        |
| Blockstelle |                      | Zellerndorf Ost                    | Zellerndorf Ost                    |
| Abzweig ehemals geradeaus und nach links |                      | nach Wien Floridsdorf              | nach Wien Floridsdorf              |
| Haltepunkt / Haltestelle (Strecke außer Betrieb) | 2,1                  | Platt                              | 240 m ü. A.                        |
| Blockstelle (Strecke außer Betrieb) | 7,1                  | Röschitz Lst                       | 288 m ü. A.                        |
| Blockstelle (Strecke außer Betrieb) | 10,9                 | Pulkau Lst bis 1988 Bf             | 324 m ü. A.                        |
| Haltepunkt / Haltestelle (Strecke außer Betrieb) | 12,2                 | Rafing                             | 343 m ü. A.                        |
| Haltepunkt / Haltestelle (Strecke außer Betrieb) | 14,7                 | Missingdorf                        | 363 m ü. A.                        |
| Haltepunkt / Haltestelle (Strecke außer Betrieb) | 17,9                 | Maigen                             | 407 m ü. A.                        |
| Abzweig ehemals geradeaus und von links |                      | von Wien FJB                       | von Wien FJB                       |
| Abzweig geradeaus und von links |                      | von Hadersdorf                     | von Hadersdorf                     |
| Bahnhof | 19,8                 | Sigmundsherberg                    | 435 m ü. A.                        |
| Strecke |                      | nach Gmünd                         | nach Gmünd                         |

Die Bahnstrecke Zellerndorf–Sigmundsherberg (auch als Pulkautalbahn bezeichnet) ist eine normalspurige Eisenbahnstrecke in Niederösterreich. Sie führt von Zellerndorf über Pulkau nach Sigmundsherberg.

## Geschichte
Die Strecke war Teil des Stammnetzes der Österreichischen Nordwestbahn und wurde am 1. Juli 1872 eröffnet. Ursprünglich war die Strecke als strategische Transitstrecke gedacht, weshalb sie zum Teil nur an den Orten vorbeiführte. Der Bahnhof Pulkau liegt beispielsweise rund drei Kilometer außerhalb der Stadt und die Halte- und Ladestelle Röschitz liegt ebenfalls weit vom Ort weg. Ein weiterer Grund für die Ortsferne der Bahnhöfe war, dass die Fuhrwerker, die den Frachtverkehr vom Bahnhof bis in die umliegenden Ortschaften mit Ochsengespannen versahen, sich generell gegen den Eisenbahnbau ausgesprochen hatten.
Am 23. April 1945 ereignete sich im Bahnhof Pulkau ein folgenschwerere Unfall.
Seit 29. Mai 1988 ist der Personenverkehr auf der gesamten Strecke eingestellt, alle Haltestellen (mit Ausnahme vom Bahnhof Pulkau) wurden gesperrt. Am 19. Oktober 1988 wurde auch der Bahnhof Pulkau in eine unbesetzte Haltestelle umgewandelt; bis dahin war dieser noch zwecks Bedienung des handbedienten Schrankens besetzt. Der verbliebene Güterverkehr auf der Strecke Zellerndorf–Sigmundsherberg wurde am 31. Mai 1990 eingestellt. Dieser Streckenabschnitt wurde – auch nach Einstellung des regulären Personenverkehrs – immer wieder für Umleitungszüge wegen Gleissperren auf der Franz-Josefs-Bahn benützt, deswegen wurde im Bahnhof Pulkau immer ein Schrankenwärter eingesetzt. Es fanden seltener auch Sonderfahrten statt; der letzte Sonderzug fuhr am 21. Mai 1998.
Von 11. bis 13. März 2003 und am 5. Oktober 2005 wurden im Bahnhof Pulkau Entgleisungsversuche mit einem kurzen Güterzug und einem Messwagen durchgeführt. Es wurde dabei ein neues System getestet, das entgleiste Achsen mittels Signalton dem Lokführer meldet. Deswegen hat man, um zum Bahnhof Pulkau zu gelangen, den Streckenabschnitt von Sigmundsherberg bis Pulkau von Sträuchern und sonstigem Gestrüpp befreit. Der Streckenabschnitt bis Zellerndorf wurde jedoch nicht wiederhergestellt, dieser ist teilweise bis zur Unkenntlichkeit verwachsen. Bei den Testfahrten wurden die Gleisanlagen des Bahnhofs in Mitleidenschaft gezogen und nicht wieder repariert.
Weil 2006 im früheren Wiener Südbahnhof Platzmangel aufgrund von Gleisabtragungen herrschte, wurden zwei Transalpin-Garnituren (Baureihe 4010) und zwei Schlierenwaggons eine Zeit lang im Bahnhof Pulkau hinterstellt.
Am 1. Jänner 2011 übernahm die NÖVOG die zur Auflassung vorgesehene Strecke von den ÖBB. Die NÖVOG übergab die Strecke im Juni 2014 an das Waldviertler Eisenbahnmuseum zur Nachnutzung. Im Rahmen einer Studie wurde nunmehr bis zum Herbst 2014 erhoben, ob die desolate Strecke saniert und für touristische Zwecke genutzt werden kann. Im Dezember 2018 wurde eine Anfrage an das Eisenbahnmuseum bezüglich des momentanen Standes dieser Studie und des weiteren Verlaufs gerichtet. Dadurch, dass die veranschlagten Kosten einer Reaktivierung als zu hoch eingeschätzt werden, wurde vom Horner Bürgermeister der Wunsch geäußert, die Nebenbahn in einen Radweg umzubauen. Entgegen diesem Wunsch arbeitet der Eisenbahnverein Sigmundsherberg trotzdem an der Reaktivierung der Strecke. Seit 2018 ist der Verein ein Eisenbahninfrastrukturunternehmen und hat die Bewilligung, die Strecke als Anschlussbahn zu führen. Es finden seit 2021 regelmäßig Reparaturarbeiten und Freischneideaktionen zwischen den Bahnhöfen Sigmundsherberg und Pulkau statt. In der Haltestelle Maigen wurde eine Schutzweiche eingebaut.
Eine Besonderheit dieser Nebenbahn ist, dass die beiden Einfahrsignale in die Bahnhöfe Zellerndorf und Sigmundsherberg noch immer in Betrieb sind. Jedoch sind die Einfahrsignale im Bahnhof Pulkau – diese waren Formsignale – längst abmontiert.

## Streckenverlauf
Die Bahnstrecke verläuft südlich des Bahnhofs Zellerndorf zunächst gebündelt mit der Strecke der ehemaligen Nordwestbahn (Österreich), ehe sie nördlich von Platt nach rechts und damit westwärts ausschert. In einer zum Pulkautal parallelen südlichen Seitensenke, der des Kremserbaches, geht es zunächst im leicht welligen Hinterland der Pulkau voran und in weiterer Folge deutlich südlich an der gleichnamigen Stadt vorbei. Zwischen Rafing und Missingdorf wurde sogar eine Art Kehrschleife am dort relativ flachen Abfall des Waldviertels angelegt, um die Steigung hinauf bis über Maigen erträglich zu halten. Eine kurze Strecke wird noch der Graben des Maigner Bachs an der Geländekante des Granit- und Gneishochlands nordwärts genutzt, um schließlich in den Bahnhof Sigmundsherberg einzufahren.

## Galerie

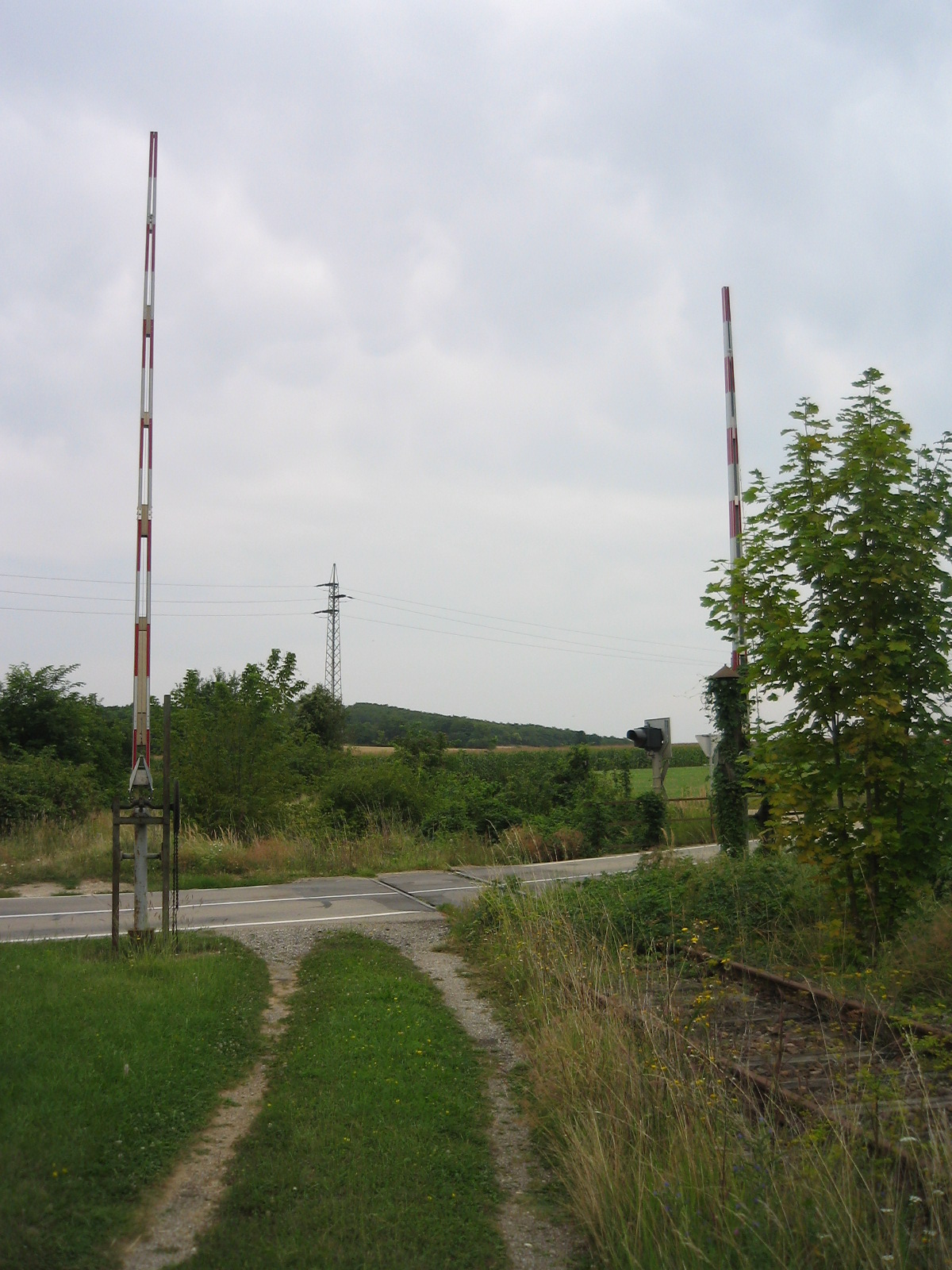
Handbedienter Schranken beim Bahnhof Pulkau
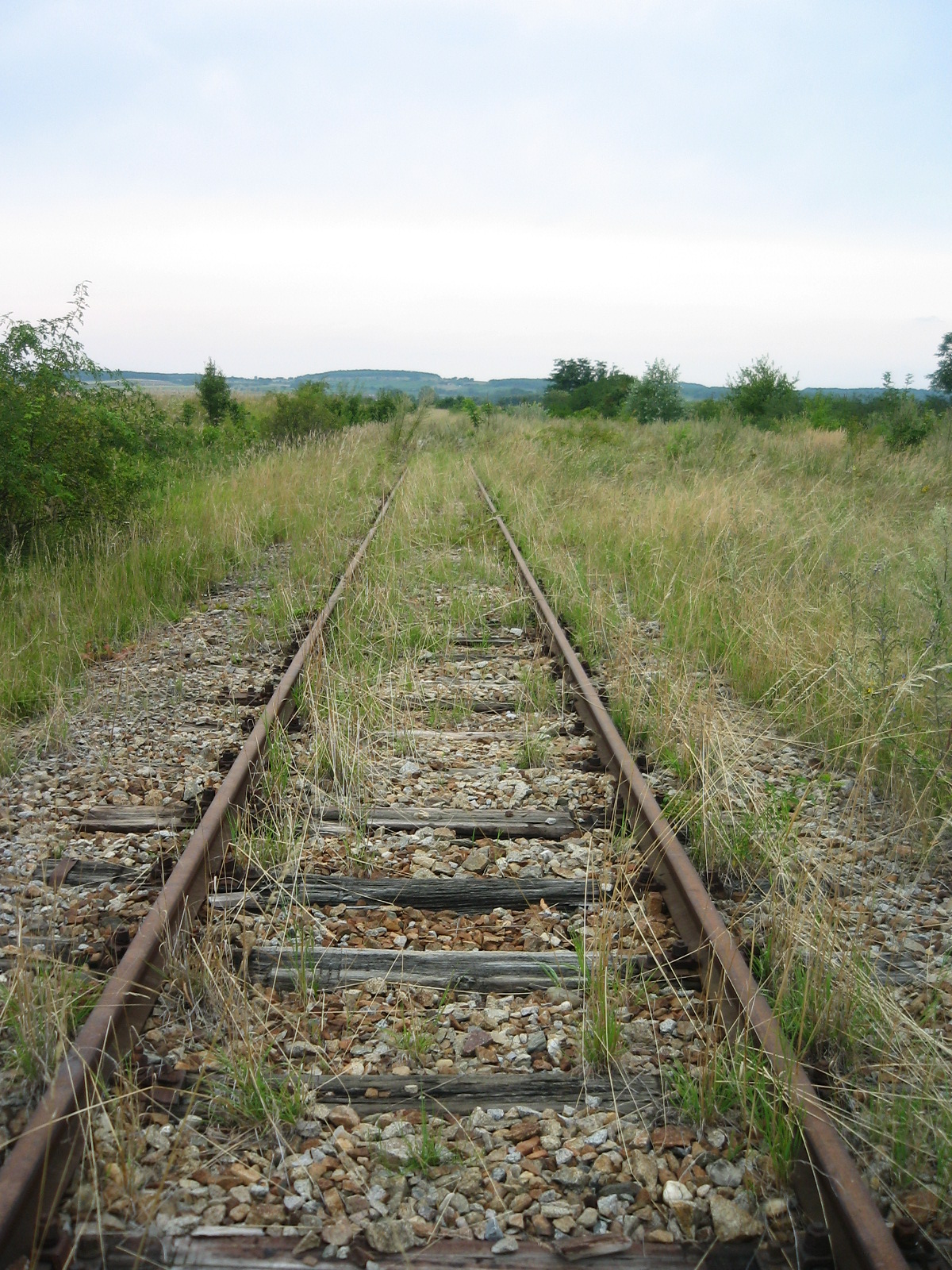
Gleise bei Pulkau in Richtung Sigmundsherberg (im Jahr 2008)
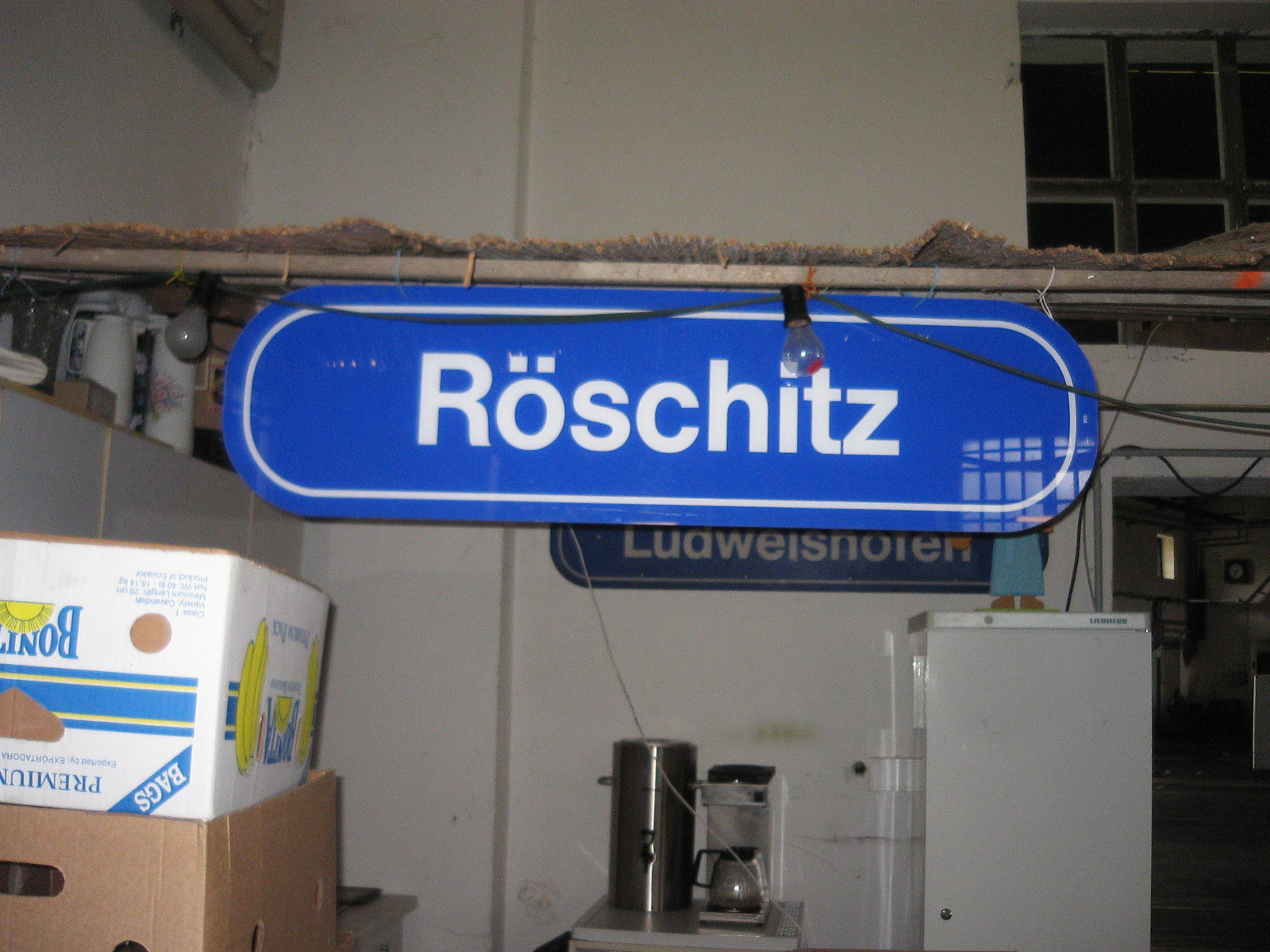
Haltestellentafel der Haltestelle Röschitz (im Eisenbahnmuseum Sigmundsherberg zu sehen)
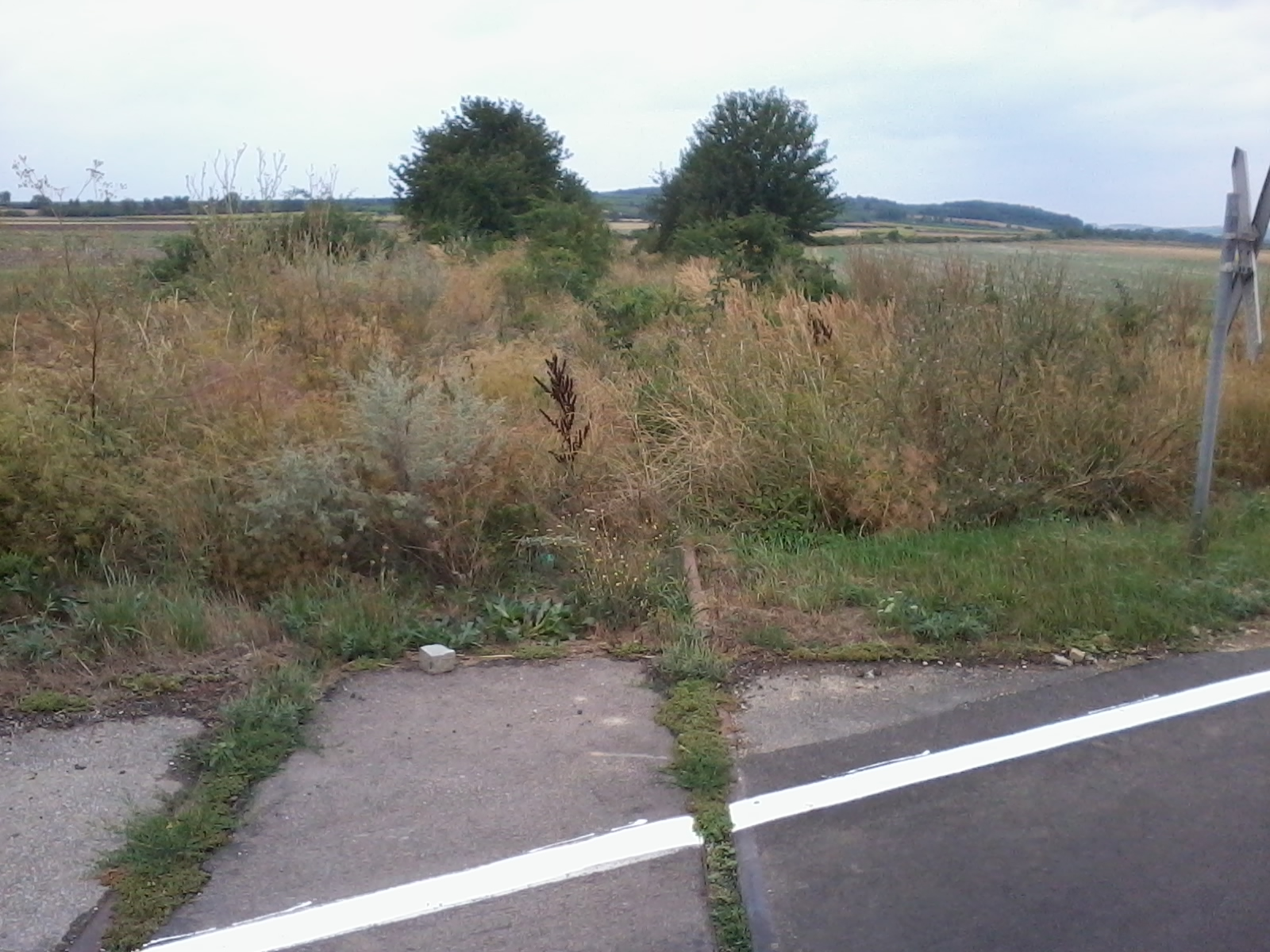
Haltestelle Röschitz am 25. August 2013. Die Bahnsteigkante ist noch vorhanden, jedoch bis zur Unkenntlichkeit zugewachsen.
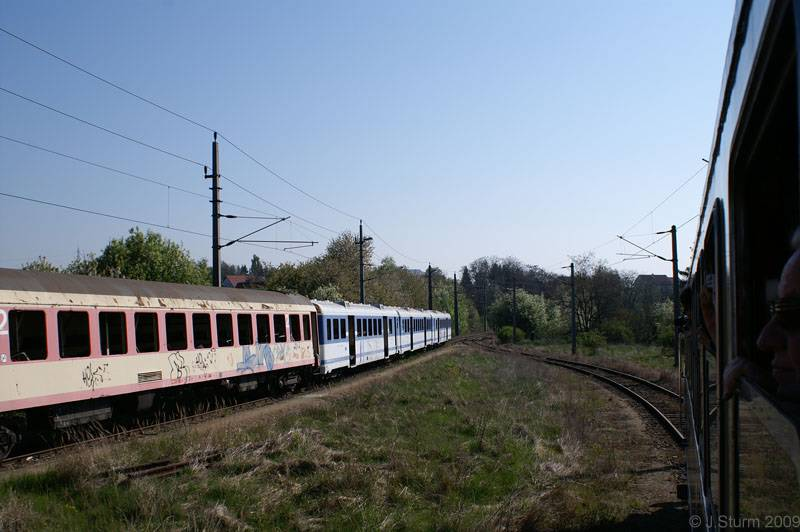
Schrottwagen vor Sigmundsherberg, die auf der Pulkautalbahn abgestellt sind.
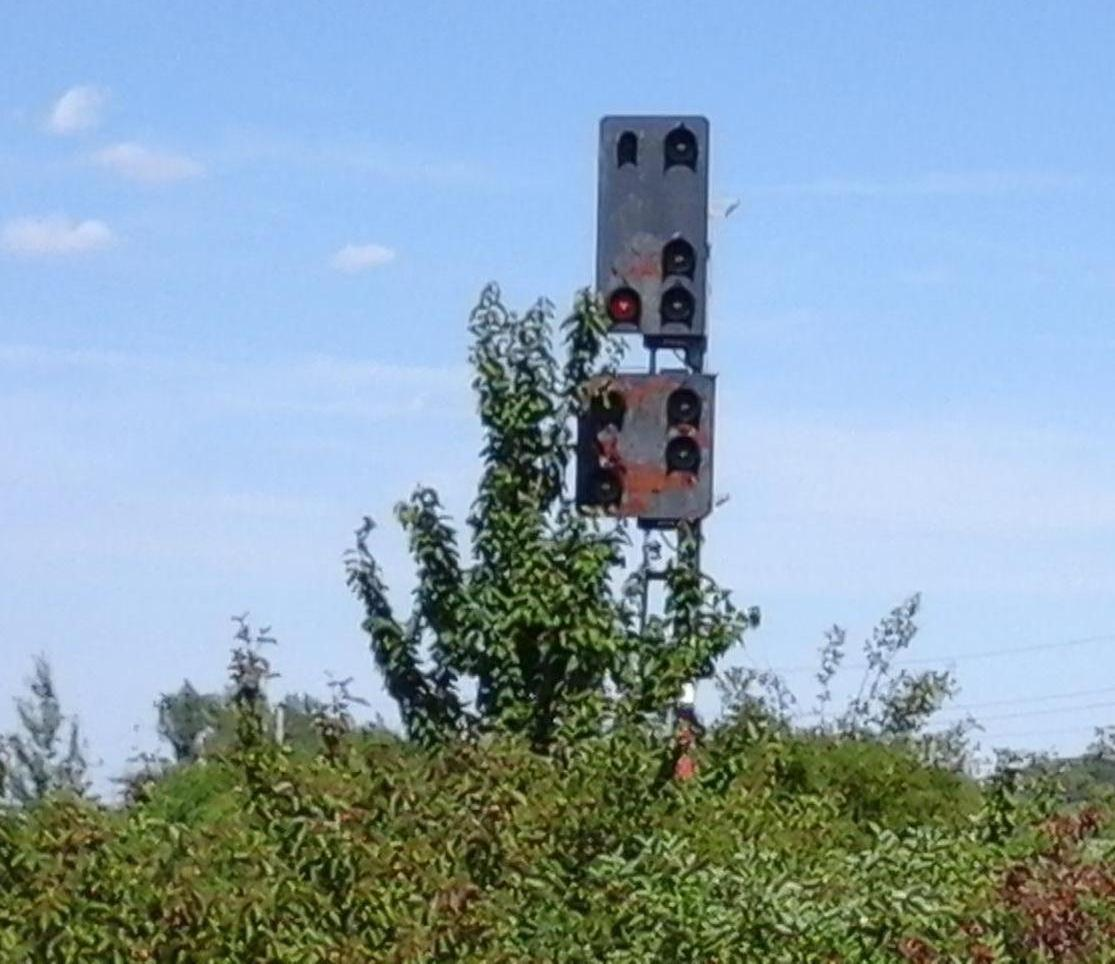
Einfahrsignal in den Bahnhofsbereich Zellerndorf
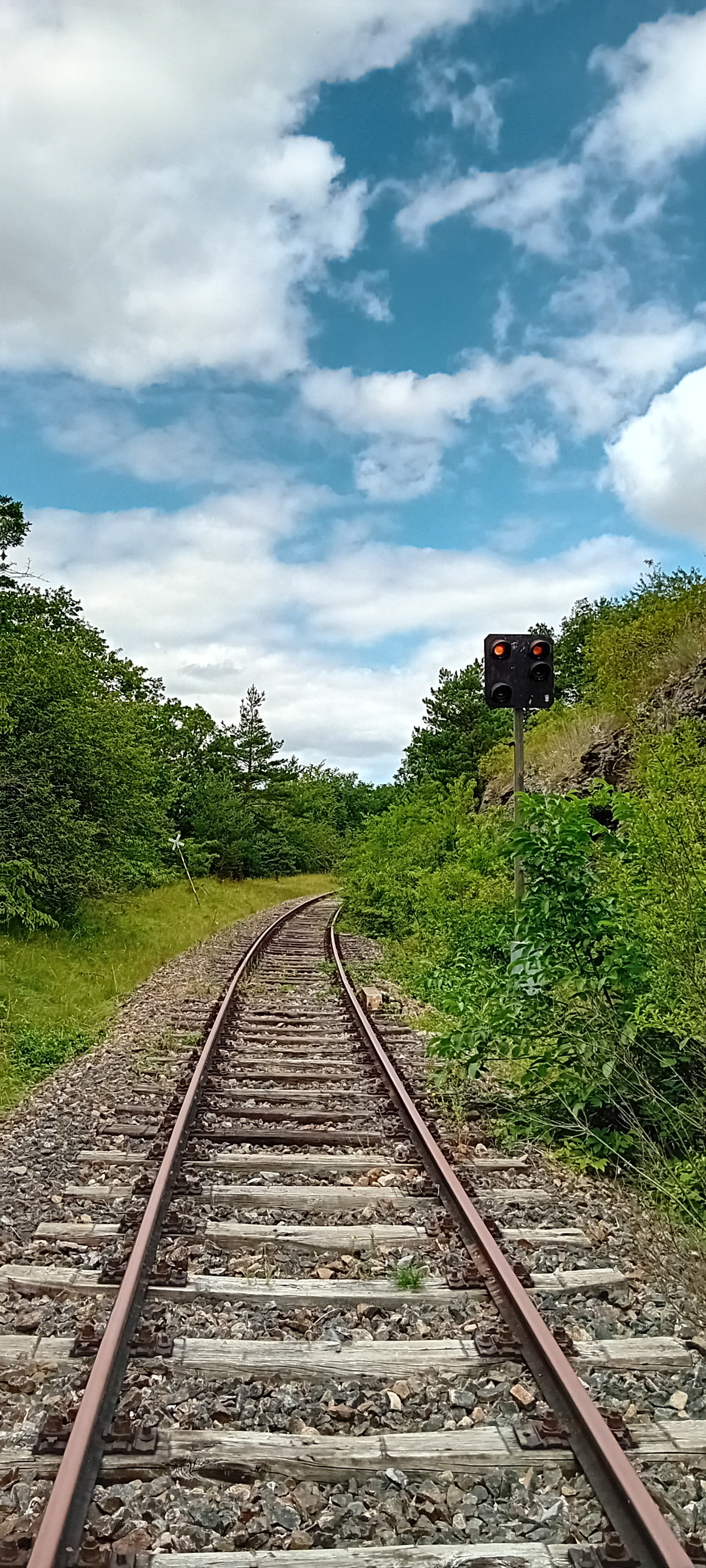
Vorsignal für den Bhf. Sigmundsherberg
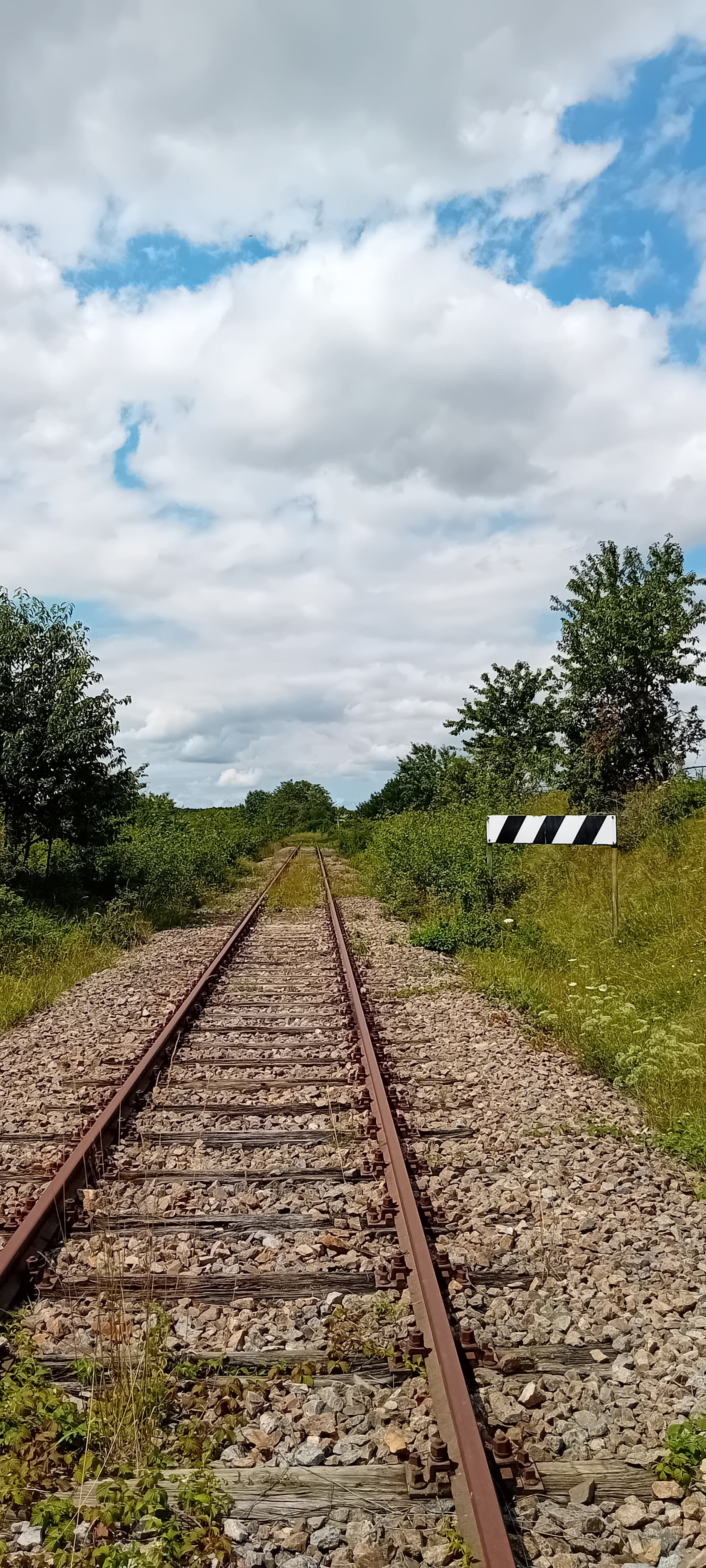
Gleisanlagen zwischen Missingdorf und Maigen inkl. der Haltestellenankündigung von Maigen.
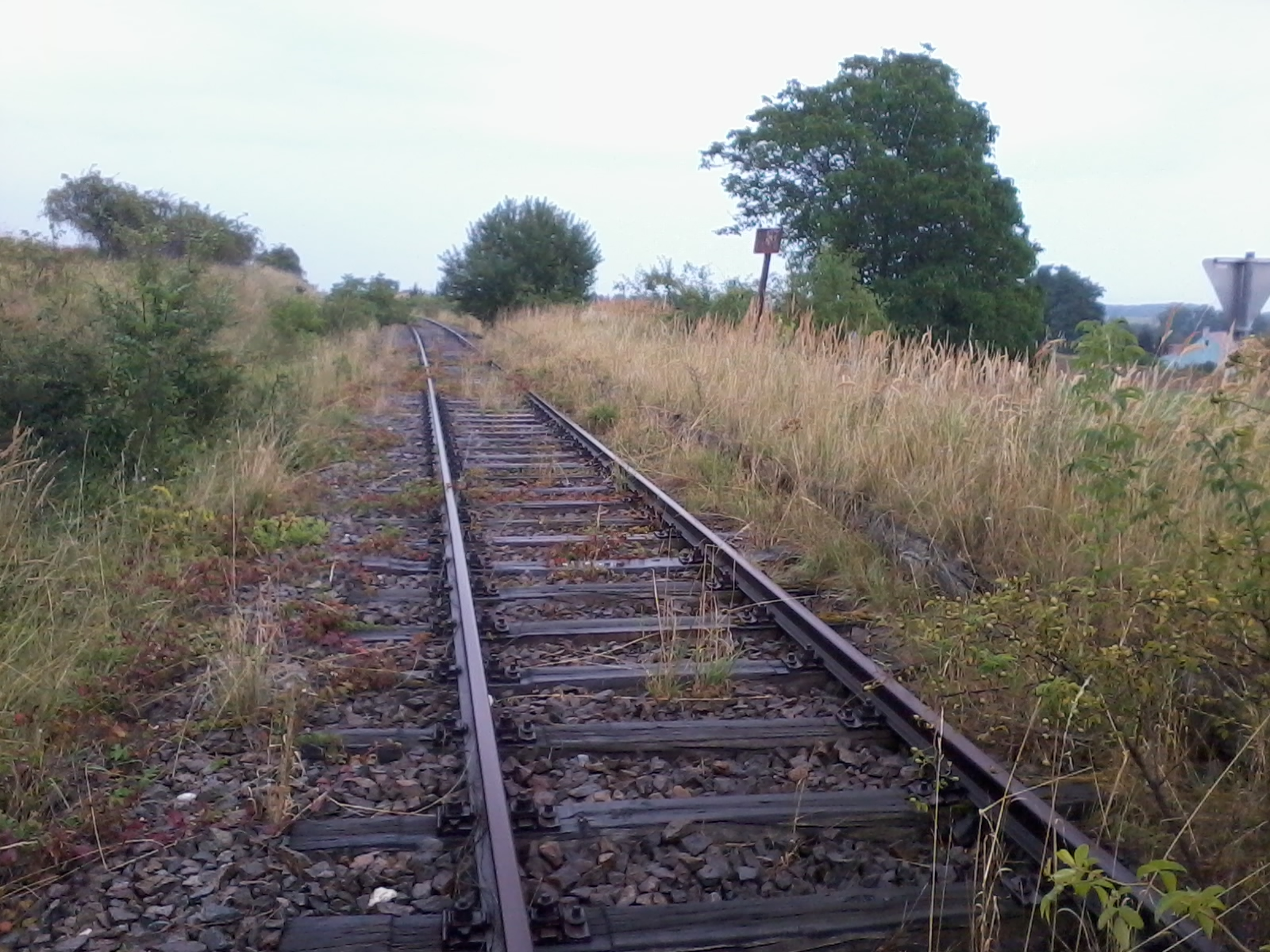
Hst. Maigen am 25. August 2013. Das Haltestellenschild ist schon verrostet und die Bahnsteigkante ist noch erkennbar.
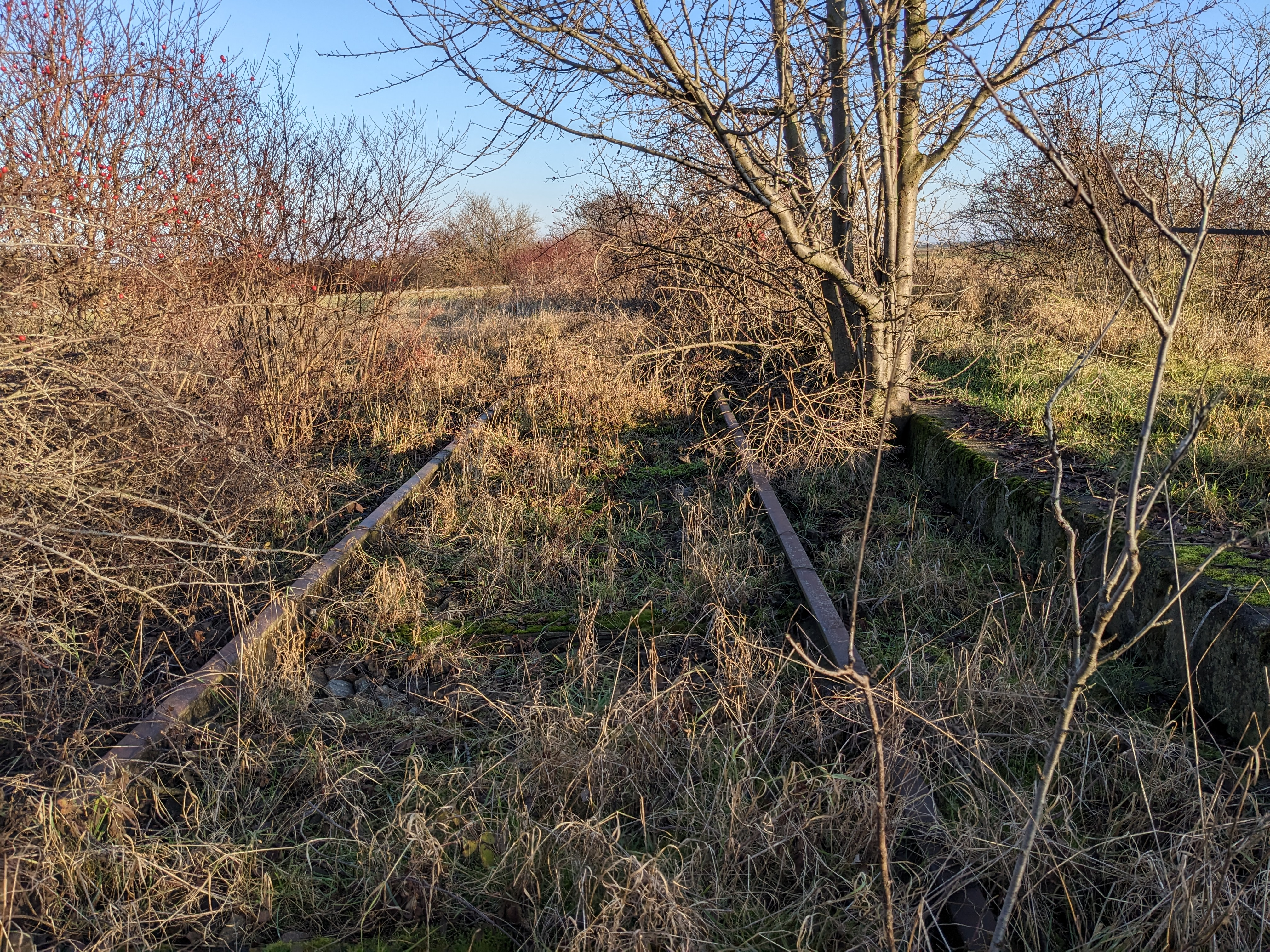
Ehemalige Bahnhaltestelle Röschitz am 25. Dezember 2022. Die Bahnsteigkante ist im Winter noch gut erkennbar.
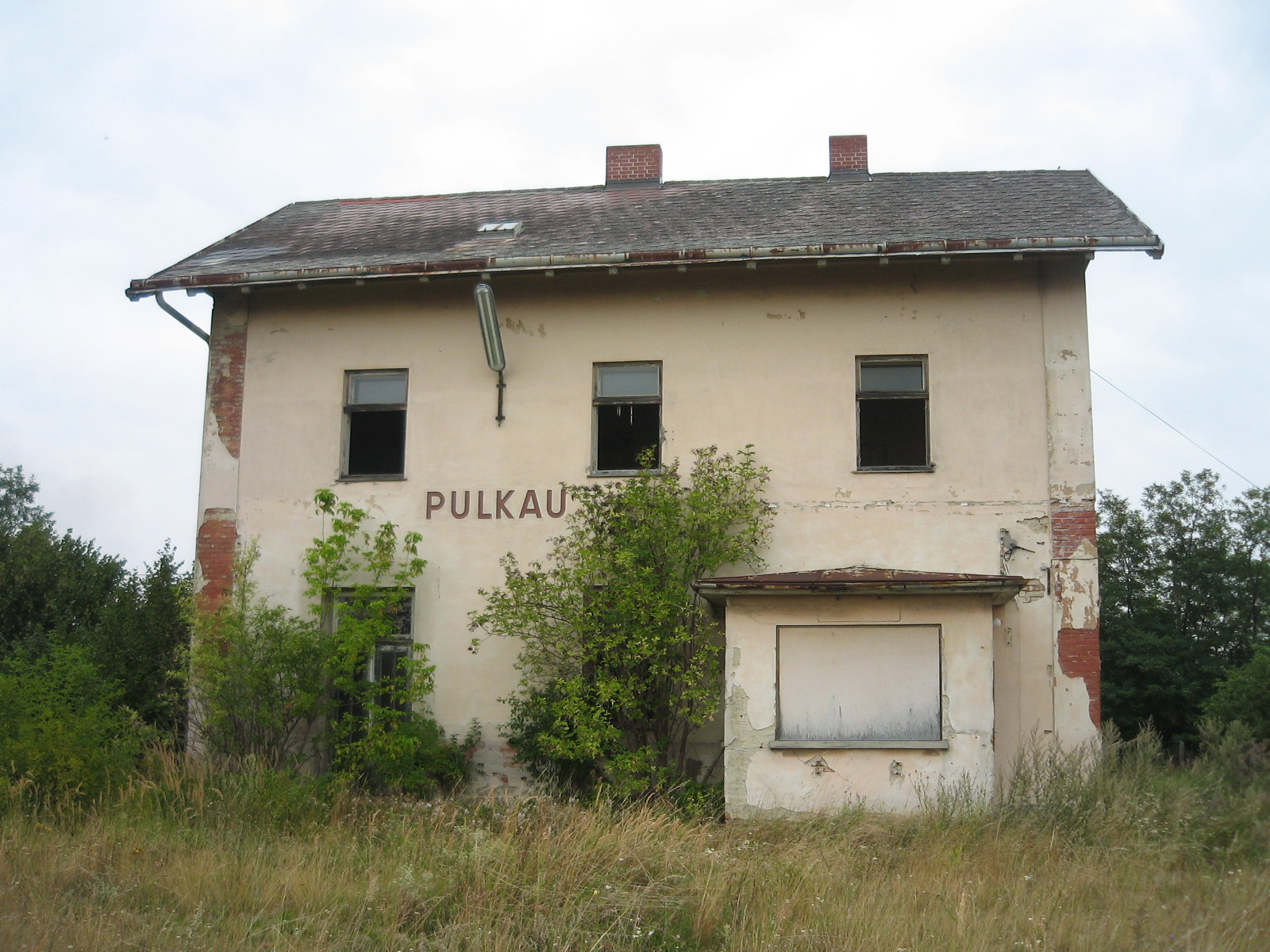
Bahnhof Pulkau in 2008, von der Bahnsteigseite aus gesehen
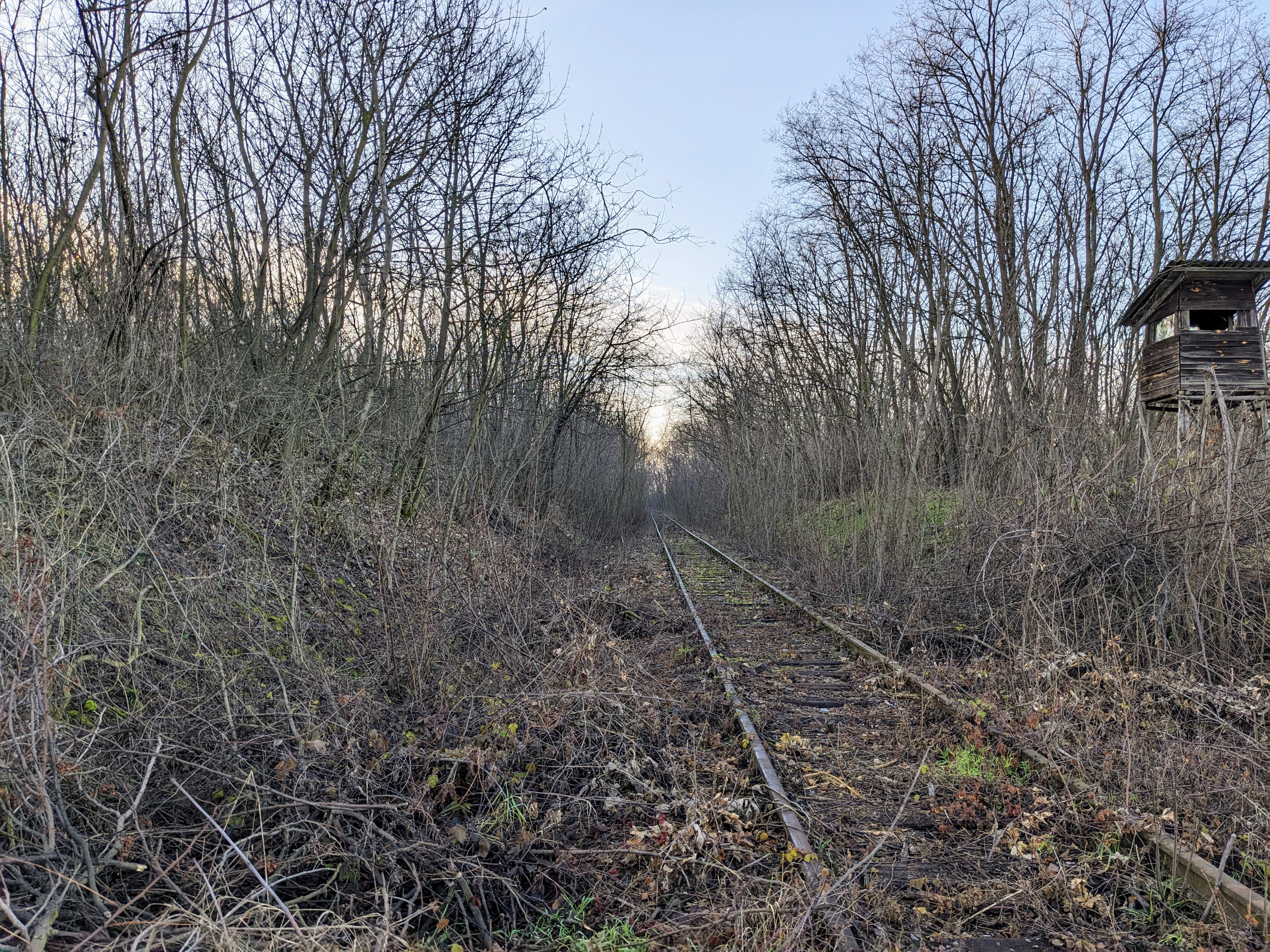
Gleisanlagen zwischen Röschitz und Pulkau im Dezember 2022, Blickrichtung Pulkau
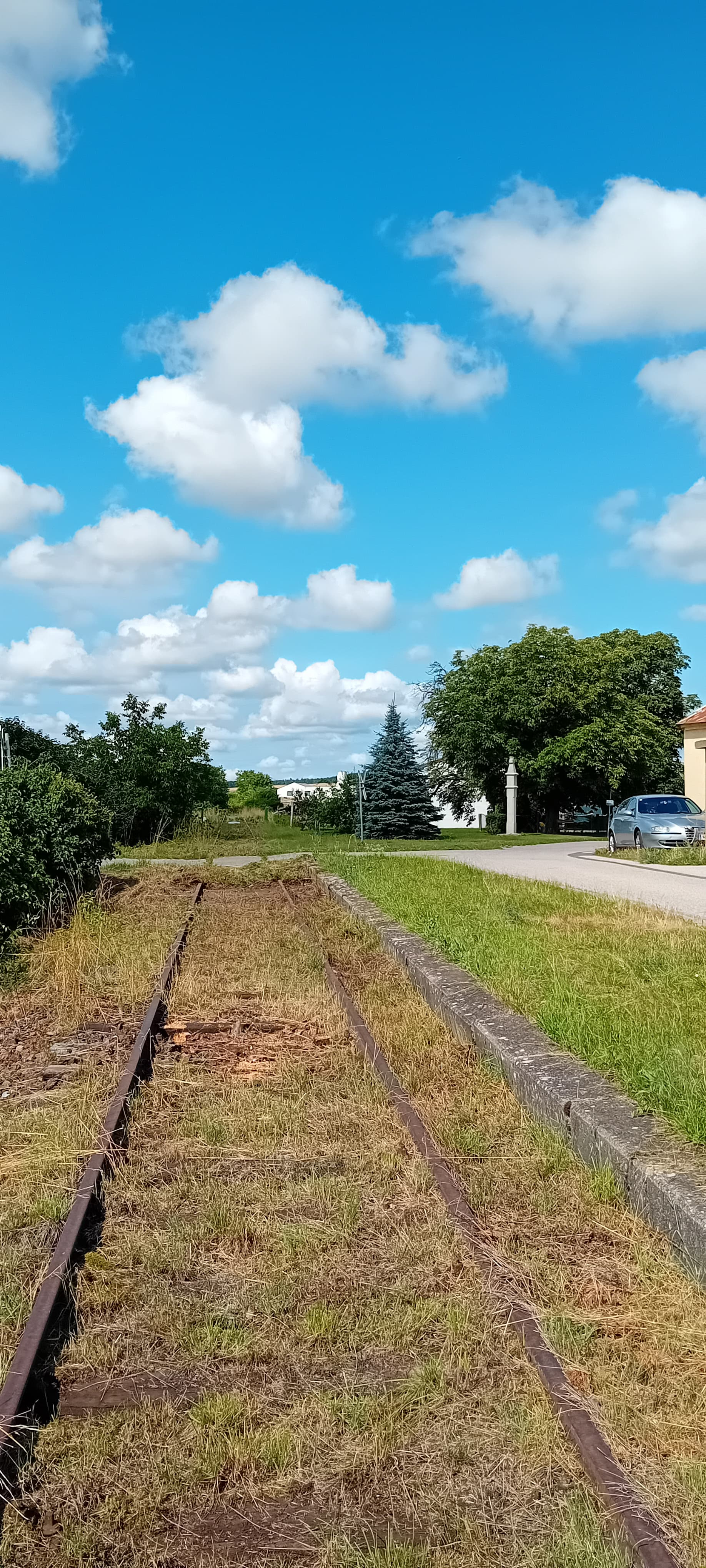
Ehemalige Bahnhaltestelle Rafing am 14. Juli 2024. Die Bahnsteigkante ist ganzjährig noch gut erkennbar.